# Hrabstwo Victoria (Ontario)
Victoria – historyczne hrabstwo w Ontario, w Kanadzie. Przestało istnieć w 2001, kiedy to zmieniono jego status na samodzielne miasto Kawartha Lakes.